# Водсворт (Огайо)
Водсворт (англ. Wadsworth) — місто (англ. city) в США, в окрузі Медіна штату Огайо. Населення — 24 007 осіб (2020).

## Географія
Водсворт розташований за координатами 41°1′43″ пн. ш. 81°43′56″ зх. д. / 41.02861° пн. ш. 81.73222° зх. д. (41.028681, -81.732318).  За даними Бюро перепису населення США в 2010 році місто мало площу 27,51 км², уся площа — суходіл. В 2017 році площа становила 29,23 км², з яких 29,21 км² — суходіл та 0,02 км² — водойми.

## Демографія
Згідно з переписом 2010 року, у місті мешкало 21 567 осіб у 8609 домогосподарствах у складі 5803 родин. Густота населення становила 784 особи/км².  Було 9320 помешкань (339/км²).
Расовий склад населення:
| - 96,9 % — білих - 0,8 % — чорних або афроамериканців - 0,7 % — азіатів - 0,2 % — корінних американців |

До двох чи більше рас належало 1,1 %. Частка іспаномовних становила 1,2 % від усіх жителів.
За віковим діапазоном населення розподілялося таким чином: 25,6 % — особи молодші 18 років, 58,6 % — особи у віці 18—64 років, 15,8 % — особи у віці 65 років та старші. Медіана віку мешканця становила 38,7 року. На 100 осіб жіночої статі у місті припадало 92,5 чоловіків;  на 100 жінок у віці від 18 років та старших — 89,5 чоловіків також старших 18 років.
Середній дохід на одне домашнє господарство  становив 70 530 доларів США (медіана — 58 572), а середній дохід на одну сім'ю — 83 324 долари (медіана — 73 131). Медіана доходів становила 55 874 долари для чоловіків та 39 141 долар для жінок. За межею бідності перебувало 8,3 % осіб, у тому числі 11,0 % дітей у віці до 18 років та 4,0 % осіб у віці 65 років та старших.
Цивільне працевлаштоване населення становило 10 215 осіб. Основні галузі зайнятості: освіта, охорона здоров'я та соціальна допомога — 24,8 %, виробництво — 16,9 %, роздрібна торгівля — 11,1 %, мистецтво, розваги та відпочинок — 8,8 %.